# Бейнбридж (округ Росс, Огайо)
Бейнбридж (англ. Bainbridge) — селище (англ. village) в США, в окрузі Росс штату Огайо. Населення — 765 осіб (2020).

## Географія
Бейнбридж розташований за координатами 39°13′35″ пн. ш. 83°16′10″ зх. д. / 39.22639° пн. ш. 83.26944° зх. д. (39.226464, -83.269562).  За даними Бюро перепису населення США в 2010 році селище мало площу 1,33 км², уся площа — суходіл.

## Демографія
Згідно з переписом 2010 року, у селищі мешкало 860 осіб у 357 домогосподарствах у складі 228 родин. Густота населення становила 648 осіб/км².  Було 394 помешкання (297/км²).
Расовий склад населення:
| - 96,4 % — білих - 0,8 % — чорних або афроамериканців - 0,2 % — корінних американців |

До двох чи більше рас належало 2,6 %. Частка іспаномовних становила 0,6 % від усіх жителів.
За віковим діапазоном населення розподілялося таким чином: 22,6 % — особи молодші 18 років, 56,5 % — особи у віці 18—64 років, 20,9 % — особи у віці 65 років та старші. Медіана віку мешканця становила 43,2 року. На 100 осіб жіночої статі у селищі припадало 84,9 чоловіків;  на 100 жінок у віці від 18 років та старших — 82,0 чоловіків також старших 18 років.
Середній дохід на одне домашнє господарство  становив 38 294 долари США (медіана — 30 789), а середній дохід на одну сім'ю — 45 143 долари (медіана — 34 688). Медіана доходів становила 37 917 доларів для чоловіків та 33 000 доларів для жінок. За межею бідності перебувало 22,1 % осіб, у тому числі 23,6 % дітей у віці до 18 років та 17,8 % осіб у віці 65 років та старших.
Цивільне працевлаштоване населення становило 290 осіб. Основні галузі зайнятості: освіта, охорона здоров'я та соціальна допомога — 35,5 %, виробництво — 13,4 %, роздрібна торгівля — 13,1 %.